# Gérard Calvet
Dom Gerard Calvet  O.S.B. (Burdeos, 18 de noviembre de 1927 - Le Barroux, 28 de febrero de 2008) fue un monje benedictino, fundador y primer abad de la Abadía de Santa María Magdalena de Le Barroux, Francia.
En 1950 entra en el monasterio de Madiran en la Gascuña. El 2 de febrero de 1950 tomó el hábito monástico benedictino en ese monasterio, donde pronunció los votos temporales por tres años el 4 de febrero de 1951. De ahí se traslada, en 1952, con toda la comunidad a la abadía de Nuestra Señora de Tournay. Ahí, el 18 de febrero de 1954 emite sus votos solemnes, siendo ordenado sacerdote el 13 de mayo de 1956. En 1963 es enviado a una fundación que Tournay había hecho dos años antes en Brasil. Ahí permanece hasta 1968, año de su regreso a Francia. Regresa a Francia profundamente entristecido con los cambios operados en su monasterio en Brasil. Sin embargo, en Tournay encuentra una situación cambiante y desconcertante similar a la de Brasil. Entonces se retira durante medio año a la Abadía de Notre-Dame de Fontgombault, en Francia, y a continuación permanece tres meses en la cartuja de Montrieux, en Provenza, Francia.
Tras el Concilio Vaticano II, con los cambios en el culto y en la liturgia católica, la caída en picada de las vocaciones sacerdotales y religiosas y la decadencia de la disciplina monástica, se siente llamado por el Señor junto a una pequeña comunidad de monjes y con la bendición de su abad a fundar un nuevo monasterio en Bédoin que pronto se une a la obra de Mons. Lefebvre.
En 1974, Monseñor Marcel Lefebvre confiere las órdenes a los primeros monjes, lo cual provocó que el superior jerárquico de Dom Gérard decidiera suprimir la fundación, tras lo cual ha tenido que trasladarse a un terreno comprado en 1978, tras una auténtica peregrinación por toda Francia para conseguir los donativos con los que dos años más tarde se comenzaría a construir el nuevo monasterio. Éste fue dedicado a Santa María Magdalena, en Le Barroux con el apoyo de los tradicionalistas y la protección de Lefebvre.
Tras las consagraciones episcopales de Écône en junio de 1988 rompe las relaciones con su protector y amigo Monseñor Marcel Lefebvre. A pesar de que Dom Gérard estuvo presente en las consagraciones de los cuatro obispos y leyó un comunicado defendiéndolas. A la semana siguiente se desdijo. Pronto se descubrió que el Prior Calvet había mantenido encuentros a puerta cerrada con los emisarios romanos que prometieron el apoyo al monasterio y el transformarlo en abad
El abad primado de la Orden Benedictina, Viktor Dammertz (futuro obispo de Augsburgo) llevó el decreto de erección canónica del monasterio. El 2 de julio de 1989 el cardenal benedictino Paul Augustin Mayer confirió la bendición abacial a Dom Gérard con lo cual rompió relaciones con la Fraternidad San Pío X y con Lefebvre. Años antes Calvet fundó en Nova Friburgo, Brasil, el monasterio de la Santa Cruz bajo la dirección del Padre Tomás de Aquino Ferreira de Costa OSB, el cual no aceptó el compromiso con Roma y permaneció fiel a la línea de Lefebvre. En 25 de noviembre de 2003 Dom Gérard, por motivos de edad, presentó la dimisión de su cargo de Abad y en su lugar fue elegido Dom Louis-Marie, OSB. Dom Gérard fallecía el 28 de febrero de 2008. Una semana antes había levantado la maldición que lanzara en 1988 contra la fundación brasileña disidente. En 25 de septiembre de 2008 la Abadía de Le Barroux pasó a integrar la Confederación Benedictina. 
Fue considerado una importante figura en el catolicismo contemporáneo tradicionalista.